# Cerapachys grandis
Cerapachys grandis é uma espécie de formiga do gênero Cerapachys.